# 빅 콤보
빅 콤보(The Big Combo)는 미국에서 제작된 조셉 H. 루이스 감독의 1955년 느와르, 범죄, 드라마 영화이다. 코넬 와일드 등이 주연으로 출연하였다.

## 출연

### 주연
- 코넬 와일드
- 리처드 콘트

### 조연
- 리 밴 클리프
- 브라이언 돈레비
- 얼 홀리먼